# 2 Turkiestański Korpus Armijny
2 Turkiestański Korpus Armijny Imperium Rosyjskiego (ros. 2-й Туркестанский армейский корпус) – jeden ze związków operacyjno-taktycznych  Imperium Rosyjskiego w czasie I wojny światowej. Sformowany  w składzie Turkiestańskiego Okręgu Wojskowego. Miejsce stacjonowania sztabu w 1914 - Aszchabad. Rozformowany w 1918. 

## Struktura organizacyjna
Organizacja w 1914
- dowództwo i sztab – Aszchabad
- 4 Turkiestańska Brygada Piechoty
- 5 Turkiestańska Brygada Piechoty
- 1 Zabajkalska Brygada Kozaków
- 2 Turkiestanski batalion saperów
- Kaszkinska kompania obozowa

## Podporządkowanie
- Armii Kaukaskiej (17 stycznia 1915 - grudzień 1917)

## Dowódcy korpusu
- gen. piechoty  L. W. Lesz (01.1913 - 02.1915)
- gen. kawalerii M. A. Przewalskij (02.1915 - 04.1917)
- gen. lejtnant A. I. Czapłygin (04. - 10.1917)
- gen. lejtnant I. W. Sawickij (od 12.10.1917)